# Seelenfeld

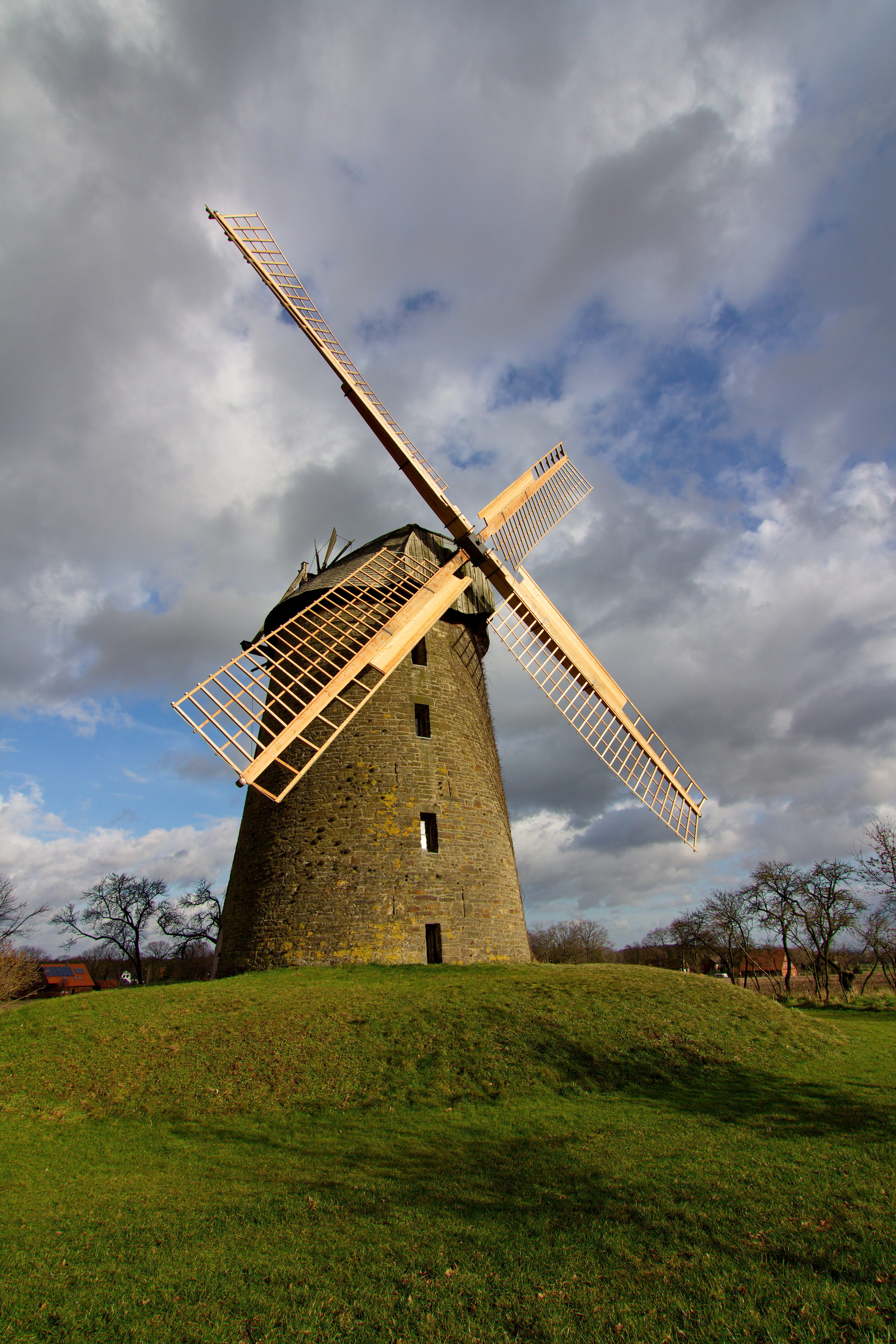
Königsmühle Seelenfeld

Seelenfeld ist ein Ortsteil von Petershagen im Nordosten des Kreises Minden-Lübbecke in Ostwestfalen.

## Geographie
Er liegt 9 km nordöstlich der Kernstadt; im Osten grenzt Seelenfeld an die Stadt Rehburg-Loccum im Landkreis Nienburg/Weser, Niedersachsen, im Norden an die Ortsteile Heimsen und Ilvese, im Westen an den Ortsteil Döhren und im Süden an den Ortsteil Neuenknick. Am 31. Dezember 2022 hatte Seelenfeld 299 Einwohner.

## Geschichte
Der Ort Seelenfeld wurde erstmals 1282 in einer Urkunde der Ratsherren von Hameln erwähnt, nach der Heinrich Seelenfeld mit voller Zustimmung seiner Familie seine Güter in Seelenfeld dem Kloster Loccum verkauft hatte.
Seelenfeld gehörte bis zur Franzosenzeit zum Amt Schlüsselburg des Fürstentums Minden. Der Ort gehörte von 1807 bis 1813 zum Kanton Windheim des napoleonischen Satellitenstaats Königreich Westphalen und kam 1816 zum neuen Kreis Minden. Bis 1972 bildete Seelenfeld eine Gemeinde im Amt Windheim des Kreises. Bevor die Gemeinde bei der kommunalen Neugliederung am 1. Januar 1973 Teil der Stadt Petershagen wurde, hatte sie eine Fläche von 4,53 km² sowie 348 Einwohner (31. Dezember 1972).

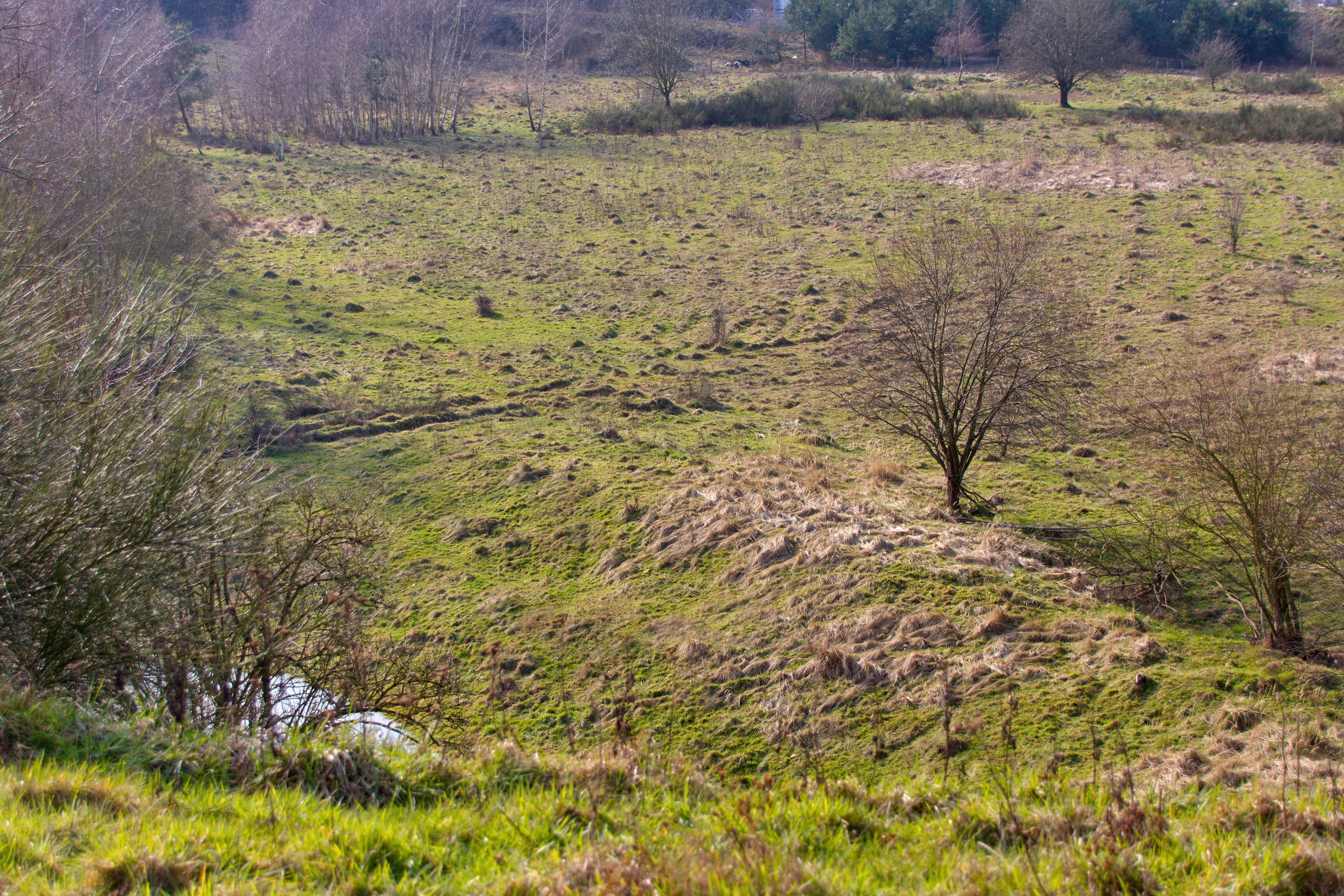
Naturschutzgebiet Sandgrube Seelenfeld
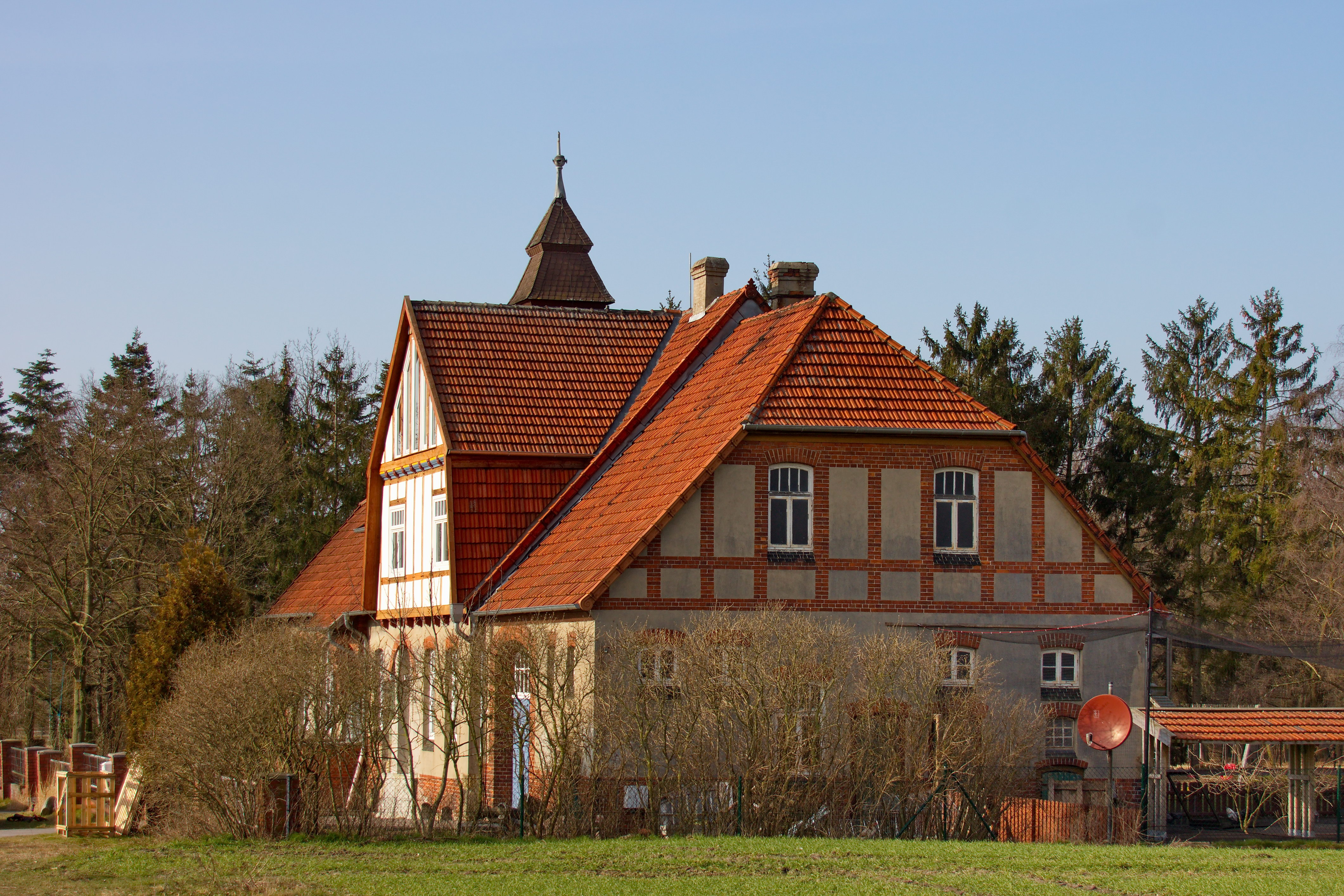
Alte Schule

## Politik
Die Bevölkerung von Seelenfeld wird gegenüber Rat und Verwaltung der Stadt Petershagen seit 1973 durch einen Ortsbürgermeister vertreten, der aufgrund des Wahlergebnisses vom Rat der Stadt Petershagen gewählt wird. 
Ortsbürgermeister ist Jürgen Buschke (CDU).

## Kultur und Sehenswürdigkeiten
- Die Alte Schule war bei ihrer Einweihung im Jahr 1912 das Wahrzeichen von Seelenfeld und ist mit ihrem Glockenturm auch heute ein weithin sichtbares, eindrucksvolles Gebäude. Der Schulbetrieb wurde 1965 eingestellt, das Gebäude ist in Privatbesitz.
- Die Königsmühle Seelenfeld steht auf der höchsten Erhebung (74 m ü. NN) der alten Bauerschaft Seelenfeld. Über der engen Eingangstür der Mühle ist die Steintafel mit der eingemeißelten Inschrift FWR 1731 zu sehen. FWR sind die Anfangsbuchstaben der Wörter Fridericus Wilhelmus Rex. Der König von Preußen ließ diese Mühle erbauen. Seelenfeld ist ein Teil der Westfälischen Mühlenstraße und liegt an der Mühlenroute.
- Das Naturschutzgebiet Sandgrube Seelenfeld liegt in der Nähe des Ortes. Die Eigenschaften der großen Sandflächen sind mit extremer Trockenheit und Nährstoffarmut geeignet, besondere Lebensräume für wärmeliebende Tier- und Pflanzenarten zu entwickeln.
- Das Kriegerdenkmal von 1920 in Seelenfeld erinnert an die Gefallenen des Ersten Weltkrieges.
- Der Findling aus der heimischen Sandgrube ist ein Granitblock und erinnert an die 700-Jahr-Feier von Seelenfeld im Jahr 1982.
- Dat Dorphus von 1670 wurde 1995 nach Umbauten in Eigenleistung der Dorfbewohner zur Nutzung durch die Dorfgemeinschaft eingeweiht.

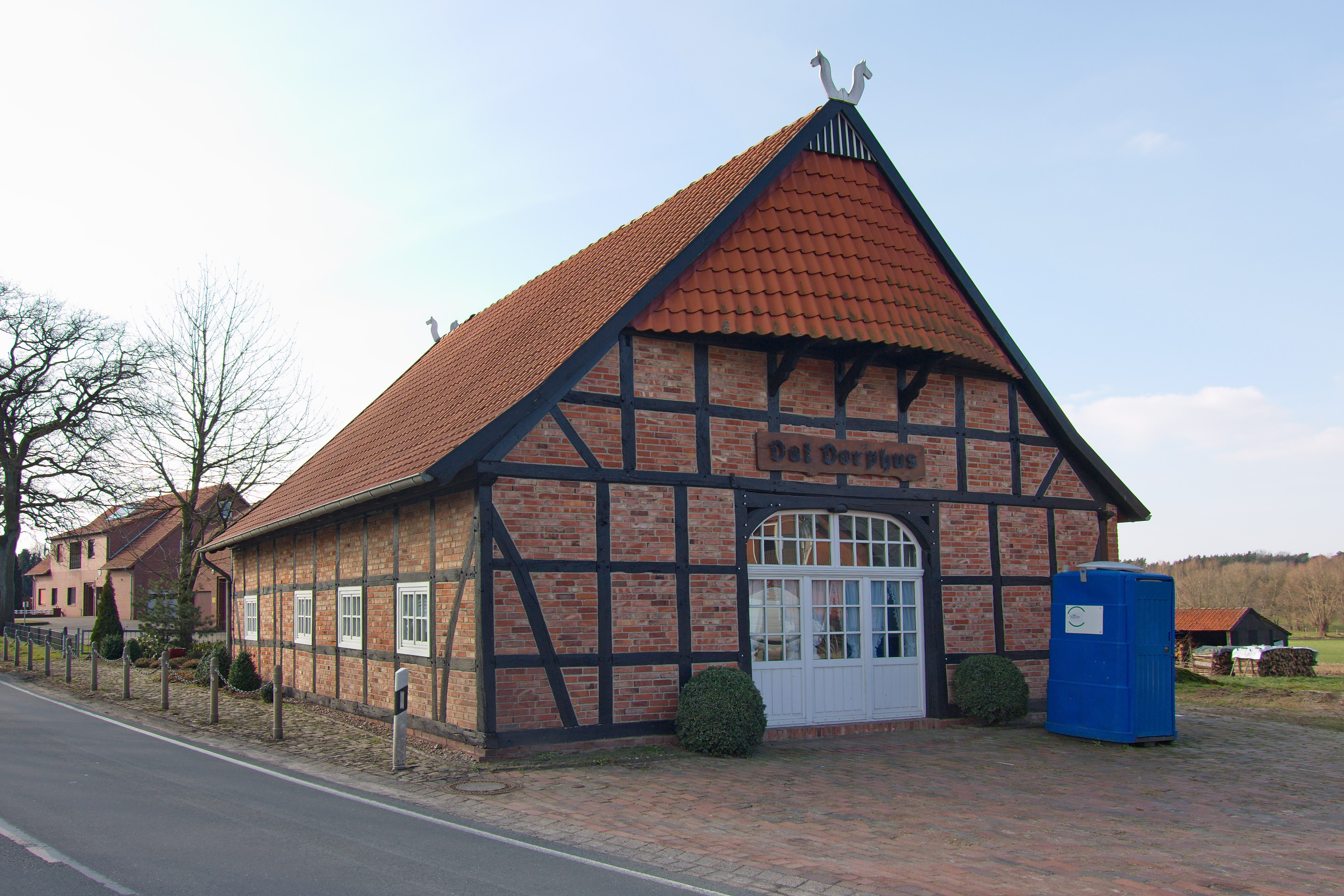
Dat Dorphus
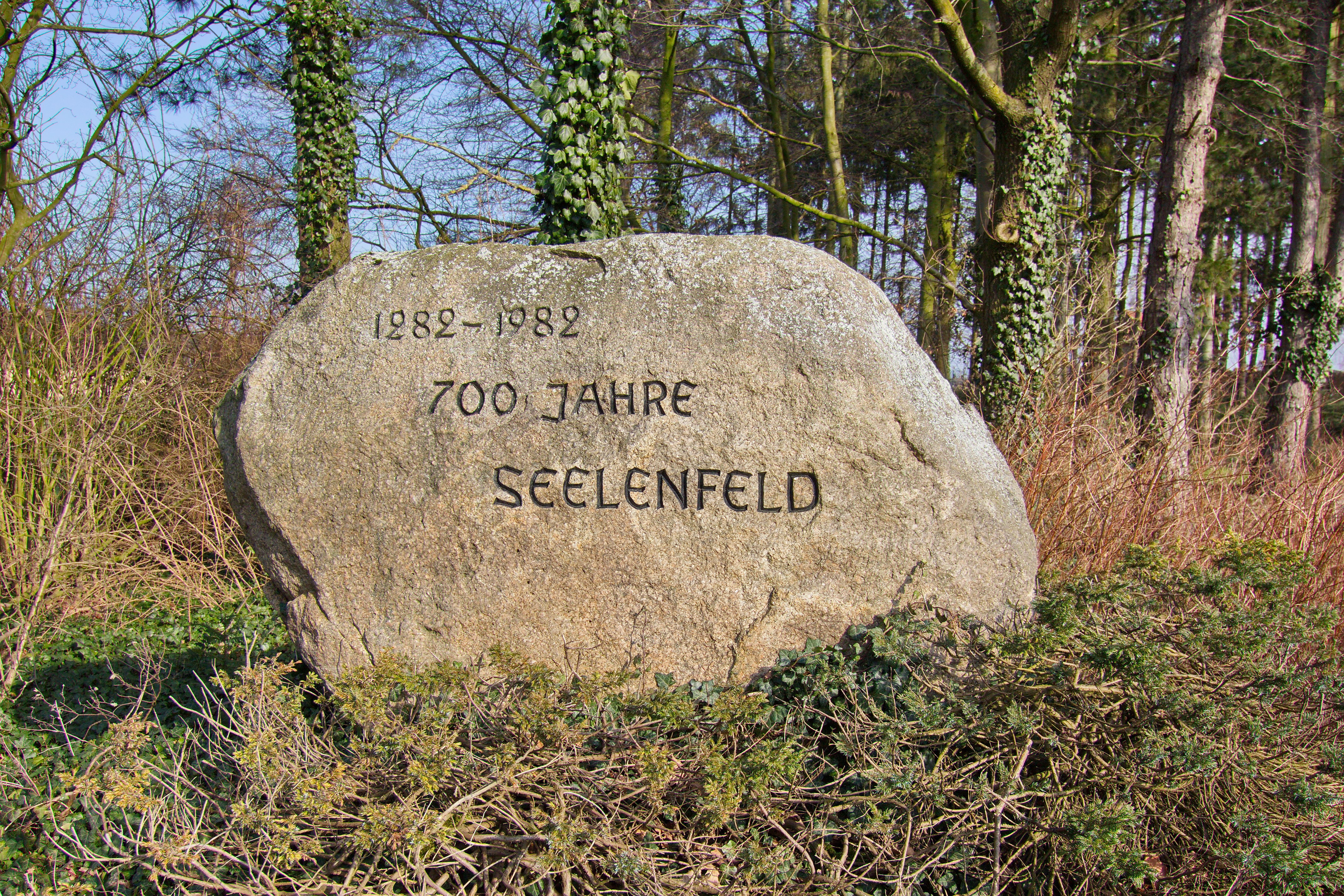
Gedenkstein 700 Jahre
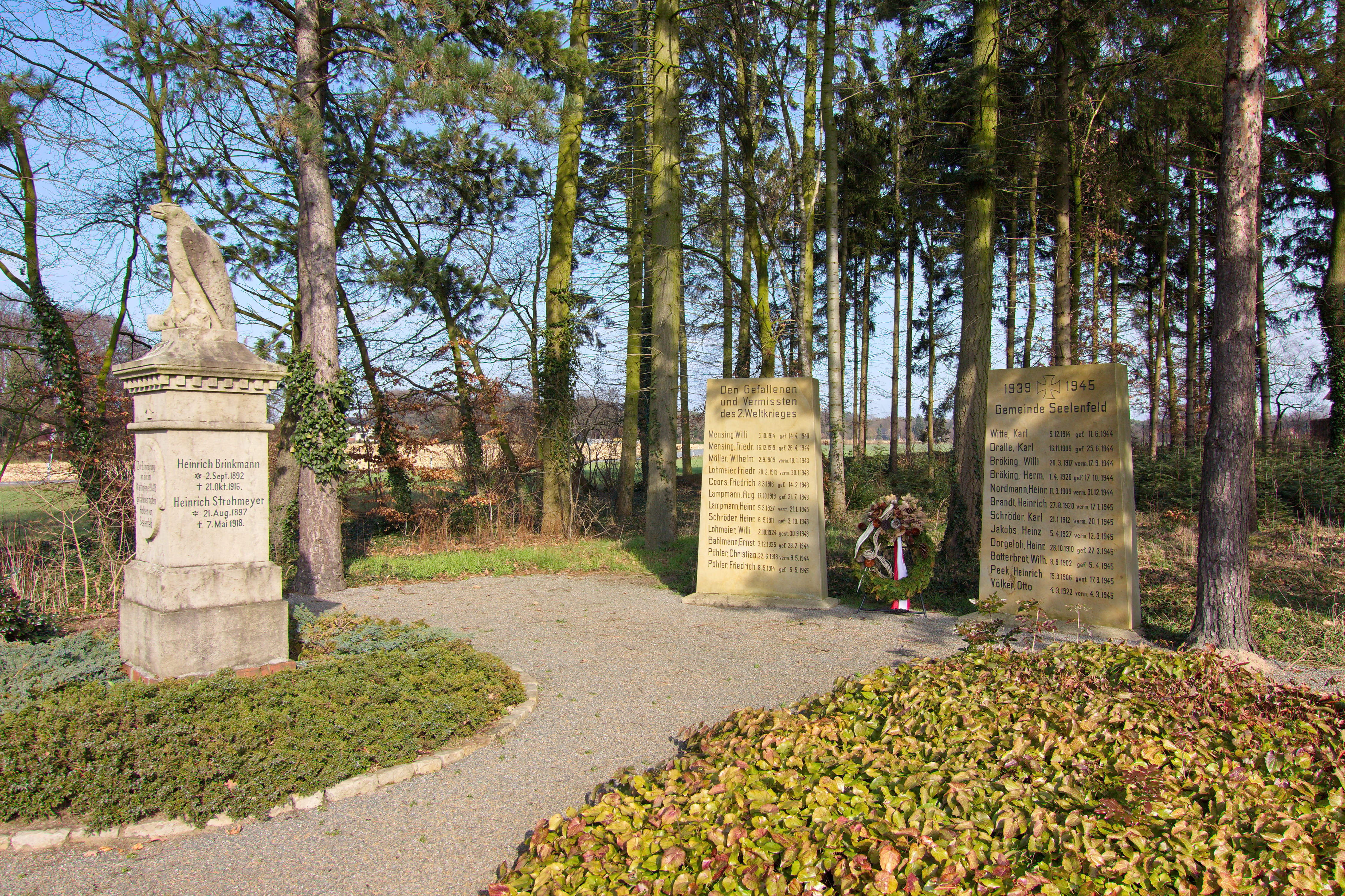
Kriegerdenkmal
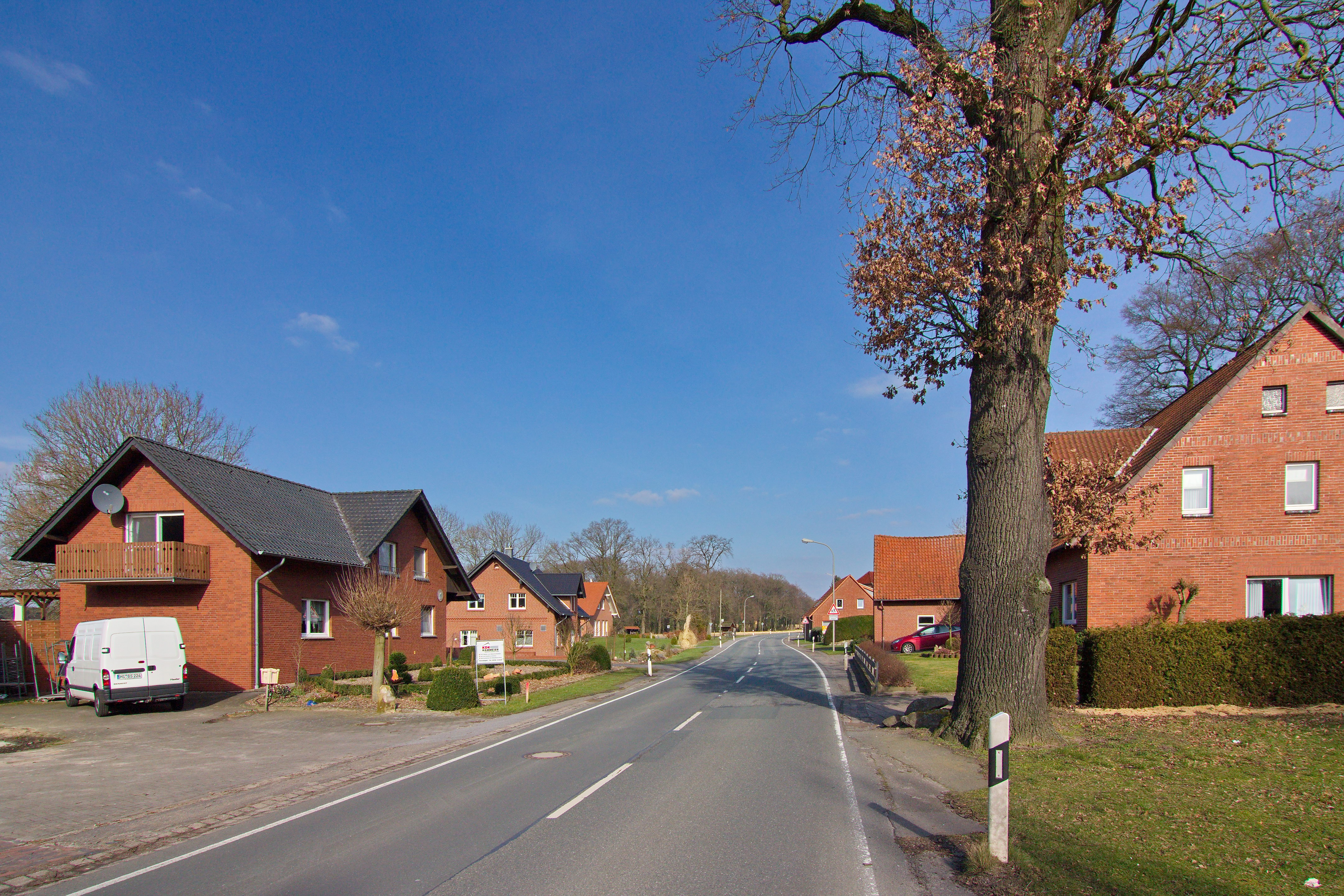
Ortsblick

## Wirtschaft und Infrastruktur
Westlich des Naturschutzgebietes Sandgrube Seelenfeld und südlich des Dorfes liegt das Kalksandsteinwerk Seelenfeld.
Seelenfeld wird von der Loccumer Straße durchquert, die den Ort mit Loccum sowie mit der Bundesstraße 482 verbindet.